# 2000年シドニーオリンピックのカザフスタン選手団
2000年シドニーオリンピックのカザフスタン選手団（2000ねんシドニーオリンピックのカザフスタンせんしゅだん）は、2000年9月15日から10月1日にかけてオーストラリアのニューサウスウェールズ州シドニーで開催された2000年シドニーオリンピックのカザフスタン選手団、およびその競技結果。

## 概要
今大会は金メダル3個、銀メダル4個、合計7個のメダルを獲得した。

## メダル
| メダル | 選手名                       | 競技       | 種目                     |
| ------ | ---------------------------- | ---------- | ------------------------ |
| 金     | オルガ・シシギナ             | 陸上       | 女子100mハードル         |
| 金     | ベクザット・サタルハノフ     | ボクシング | 男子フェザー級           |
| 金     | イェルマハン・イブライモフ   | ボクシング | 男子ライトミドル級       |
| 銀     | ボラト・ジュマディロフ       | ボクシング | 男子フライ級             |
| 銀     | ムハタルハン・ディルダベコフ | ボクシング | 男子スーパーヘビー級     |
| 銀     | イスラム・バイラムコフ       | レスリング | 男子フリースタイル97kg級 |
| 銀     | アレクサンドル・ヴィノクロフ | 自転車     | 男子個人ロードレース     |